# XM701
XM701 (англ. Mechanised Infantry Combat Vehicle XM701) — дослідний прототип бойової машини піхоти США, розроблений у 1960-х роках. Бойова машина розроблялася як перехідна модель БМП, призначеної для задоволення потреб механізованих військ армії США в машинах цього типу до готовності перспективної БМП, розроблюваної за програмою MICV-70, і неофіційно часом позначеної як MICV-65. У 1965 році випущено один прототип, та ще 5 одиниць XM701, які мали між собою деякі відмінності від першого дослідного зразка. Врешті-решт армія відмовилася брати на озброєння БМП цього типу, проте випробування та експерименти, в яких активно використовували випущені прототипи XM701, зробили певний внесок у розвиток програми MICV-70.